# Organ electric
Organul electric este un organ situat pe corpul sau coada anumitor pești (Torpedo, Electrophorus electricus etc.) care produce un șoc electric atunci când este atins și este folosit de pești pentru a paraliza prada sau atacatorii, sau la unele specii, pentru a menține un câmp electric slab în apa din apropiere, folosit pentru navigație. 